# Club Atlético San Lorenzo de Almagro
San Lorenzo de Almagro este un club de fotbal argentinian cu sediul în cartierul Flores , Buenos Aires.

## Jucători

### Lotul actual
La 1 februarie 2024. 
| Nr. |           | Poziție | Jucător                                          |
| --- | --------- | ------- | ------------------------------------------------ |
| 2   | Columbia  | F       | Nicolás Hernández                                |
| 3   | Uruguay   | F       | Fabricio Formiliano                              |
| 4   | Columbia  | F       | Jhohan Romaña                                    |
| 5   | Argentina | M       | Eric Remedi                                      |
| 6   | Columbia  | F       | Carlos Sánchez                                   |
| 8   | Argentina | F       | Agustín Giay                                     |
| 9   | Argentina | A       | Cristian Tarragona                               |
| 10  | Argentina | A       | Nahuel Barrios                                   |
| 11  | Paraguay  | A       | Adam Bareiro                                     |
| 13  | Argentina | P       | Facundo Altamirano                               |
| 16  | Argentina | P       | Lautaro López Kaleniuk                           |
| 17  | Argentina | M       | Elián Irala                                      |
| 18  | Argentina | M       | Cristian Ferreira (împrumutat de la River Plate) |

| Nr. |           | Poziție | Jucător                                       |
| --- | --------- | ------- | --------------------------------------------- |
| 19  | Argentina | M       | Manuel Insaurralde                            |
| 21  | Argentina | A       | Malcom Braida                                 |
| 22  | Argentina | F       | Gastón Campi                                  |
| 23  | Argentina | F       | Gastón Hernández                              |
| 24  | Argentina | F       | Jeremías Griffths                             |
| 25  | Argentina | P       | Gastón Gómez (împrumutat de la Racing Club)   |
| 28  | Argentina | A       | Alexis Cuello (împrumutat de la Club Almagro) |
| 32  | Argentina | M       | Iván Tapia                                    |
| 35  | Argentina | F       | Gonzalo Luján                                 |
| 41  | Paraguay  | M       | Iván Leguizamón                               |
| 49  | Columbia  | A       | Diego Perea                                   |
| 50  | Argentina | M       | Francisco Perruzzi                            |
|     | Argentina | M       | Sebastián Blanco                              |

## Internaționali importanți
Luis Monti
Norberto Boggio
Jose Sanfilippo
Raul Paez
Hector Facundo
Oscar Rossi
Alberto Mariotti
Jose Varacka
Oscar Calics
Rafael Albrecht
Mario Chaldu
Enrique Chazarreta
Ruben Glaria
Roberto Telche
Ricardo la Volpe
Jorge Olquin
Oscar Ruggeri
Iván Córdoba
Aurelian Torres
Carlos Valdes